# 5643 Роквес
5643 Роквес (5643 Roques) — астероїд головного поясу, відкритий 22 серпня 1990 року.
Тіссеранів параметр щодо Юпітера — 3,649.